# 邁來迪
邁來迪（？—1320年6月3日），罕禄鲁氏（哈剌鲁氏、即葛逻禄），元惠宗妥懽贴睦尔的生母。
出生年份不詳。郡王阿儿厮兰（即狮子汗）之後裔。祖父名为阿里术兀，父亲名为帖木迭儿。元仁宗延祐三年（1316年），周王和世㻋（元明宗）举兵失败，西行，过其地，纳为周王妃，具体出嫁年份不詳，延祐七年四月二十六日（1320年6月3日），生下妥欢贴睦尔（元惠宗）後逝世。後追封为元明宗的皇后。
元惠宗（順帝）即位，在至元二年（1336年）追封諡號貞裕徽聖皇后。

## 延伸阅读
[在维基数据编辑]
 《元史·卷114》，出自宋濂《元史》
 《新元史/卷104》，出自柯劭忞《新元史》